# Aspang-Markt
Aspang-Markt ist eine Marktgemeinde mit 1804 Einwohnern (Stand 1. Jänner 2025) im Industrieviertel in der Nähe des Wechsels.

## Geografie

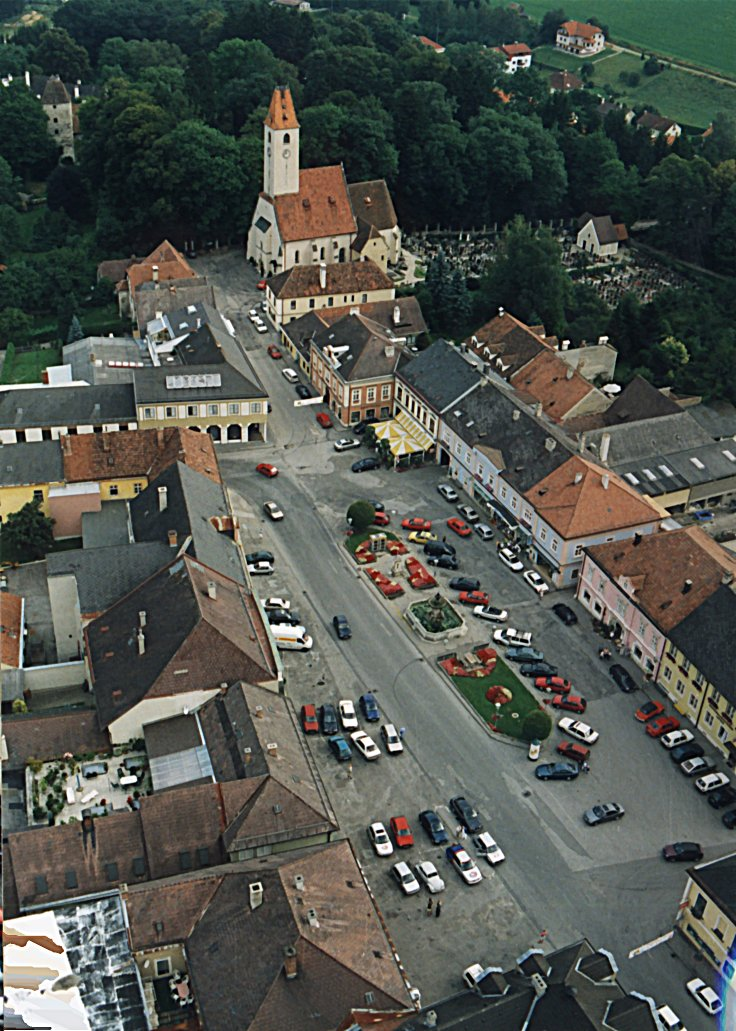
Luftaufnahme des Hauptplatzes von Aspang-Markt

Der Ort liegt in der Region Bucklige Welt am Fuße des Hochwechsels. Er ist vollständig von der Gemeinde Aspangberg-St. Peter umgeben, zu der die Umlandorte des Markts gehören.
In Aspang-Markt vereinigen sich der Große und der Kleine Pestingbach, die gemeinsam mit dem Murtalbach zu den Quellbächen der Pitten gehören.

### Klima
|                        | Jan  | Feb  | Mär  | Apr  | Mai  | Jun  | Jul  | Aug  | Sep  | Okt  | Nov  | Dez  |   |      |
| Mittl. Temperatur (°C) | −2,3 | −1,1 | 2,8  | 7,3  | 12,6 | 15,6 | 17,6 | 16,6 | 12,4 | 7,9  | 2,9  | −1,3 | ⌀ | 7,6  |
| Mittl. Tagesmax. (°C)  | 2,6  | 5,0  | 9,4  | 14,7 | 19,6 | 22,3 | 24,6 | 23,9 | 19,3 | 14,1 | 7,5  | 2,8  | ⌀ | 13,9 |
| Mittl. Tagesmin. (°C)  | −5,4 | −4,4 | −0,8 | 3,0  | 7,6  | 10,6 | 12,3 | 12,0 | 8,5  | 4,4  | 0,0  | −4,0 | ⌀ | 3,7  |
|                        |      |      |      |      |      |      |      |      |      |      |      |      |   |      |
| Niederschlag (mm)      | 26   | 29   | 47   | 50   | 97   | 114  | 94   | 111  | 84   | 58   | 51   | 43   | Σ | 804  |
|                        |      |      |      |      |      |      |      |      |      |      |      |      |   |      |
| Luftfeuchtigkeit (%)   | 69,3 | 57,9 | 53,5 | 48,2 | 53,0 | 57,5 | 54,6 | 56,0 | 60,5 | 64,7 | 71,0 | 75,0 | ⌀ | 60,1 |

| −5,4 |

| −4,4 |

| −0,8 |

| 3,0 |

| 7,6 |

| 10,6 |

| 12,3 |

| 12,0 |

| 8,5 |

| 4,4 |

| 0,0 |

| −4,0 |

| −5,4 |

| −4,4 |

| −0,8 |

| 3,0 |

| 7,6 |

| 10,6 |

| 12,3 |

| 12,0 |

| 8,5 |

| 4,4 |

| 0,0 |

| −4,0 |

### Gemeindegliederung
Zu Aspang zählen auch Ausschlag-Zöbern und Unteraspang.

### Nachbargemeinden
Aspang wird vollständig von der Gemeinde Aspangberg-St. Peter umgeben.
|                      | Aspangberg-St. Peter                        |                      |
| Aspangberg-St. Peter | Kompassrose, die auf Nachbargemeinden zeigt | Aspangberg-St. Peter |
|                      | Aspangberg-St. Peter                        |                      |

## Geschichte
Nach der Eroberung des Awarenreiches durch den fränkischen Kaiser Karl den Großen setzte an der wichtigen Verkehrsverbindung nach Karantanien die Besiedlung Aspangs ein. Der entstehende Ort befand sich nun auf dem Gebiet des Baierischen Ostlandes.
Urkundlich wurde Aspang erstmals 1220 erwähnt. Das Schloss Aspang wurde vermutlich im dritten Viertel des 12. Jahrhunderts erbaut.
Das Bezirksgericht Aspang ist seit 1. Juli 2002 aufgelassen, die Gemeinden Feistritz am Wechsel, Kirchberg am Wechsel und St. Corona am Wechsel wurden dem Gerichtsbezirk Gloggnitz und die Gemeinden Aspang-Markt, Aspangberg-St. Peter, Edlitz, Grimmenstein, Mönichkirchen, Thomasberg und Zöbern dem Gerichtsbezirk Neunkirchen zugewiesen.

### Bevölkerungsentwicklung
| Aspang-Markt: Einwohnerzahlen von 1869 bis 2025     | Aspang-Markt: Einwohnerzahlen von 1869 bis 2025 | Aspang-Markt: Einwohnerzahlen von 1869 bis 2025 | Aspang-Markt: Einwohnerzahlen von 1869 bis 2025 | Aspang-Markt: Einwohnerzahlen von 1869 bis 2025 |
| --------------------------------------------------- | ----------------------------------------------- | ----------------------------------------------- | ----------------------------------------------- | ----------------------------------------------- |
| Jahr                                                |                                                 |                                                 |                                                 | Einwohner                                       |
| 1869                                                | 1869                                            |                                                 | 1.021                                           | 1.021                                           |
| 1880                                                | 1880                                            |                                                 | 1.158                                           | 1.158                                           |
| 1890                                                | 1890                                            |                                                 | 1.154                                           | 1.154                                           |
| 1900                                                | 1900                                            |                                                 | 1.313                                           | 1.313                                           |
| 1910                                                | 1910                                            |                                                 | 2.105                                           | 2.105                                           |
| 1923                                                | 1923                                            |                                                 | 2.199                                           | 2.199                                           |
| 1934                                                | 1934                                            |                                                 | 2.356                                           | 2.356                                           |
| 1939                                                | 1939                                            |                                                 | 2.344                                           | 2.344                                           |
| 1951                                                | 1951                                            |                                                 | 2.517                                           | 2.517                                           |
| 1961                                                | 1961                                            |                                                 | 2.359                                           | 2.359                                           |
| 1971                                                | 1971                                            |                                                 | 2.316                                           | 2.316                                           |
| 1981                                                | 1981                                            |                                                 | 2.094                                           | 2.094                                           |
| 1991                                                | 1991                                            |                                                 | 2.041                                           | 2.041                                           |
| 2001                                                | 2001                                            |                                                 | 1.981                                           | 1.981                                           |
| 2011                                                | 2011                                            |                                                 | 1.825                                           | 1.825                                           |
| 2021                                                | 2021                                            |                                                 | 1.790                                           | 1.790                                           |
| 2025                                                | 2025                                            |                                                 | 1.804                                           | 1.804                                           |
| Quelle(n): Statistik Austria, Gebietsstand 1.1.2021 |                                                 |                                                 |                                                 |                                                 |

### Religion
Nach den Daten der Volkszählung 2001 waren 90,7 % der Einwohner römisch-katholisch, 2,6 % evangelisch, 1,0 % Muslime, 0,3 % gehörten orthodoxen Kirchen an, 3,4 % der Bevölkerung hatten kein religiöses Bekenntnis.

## Kultur und Sehenswürdigkeiten

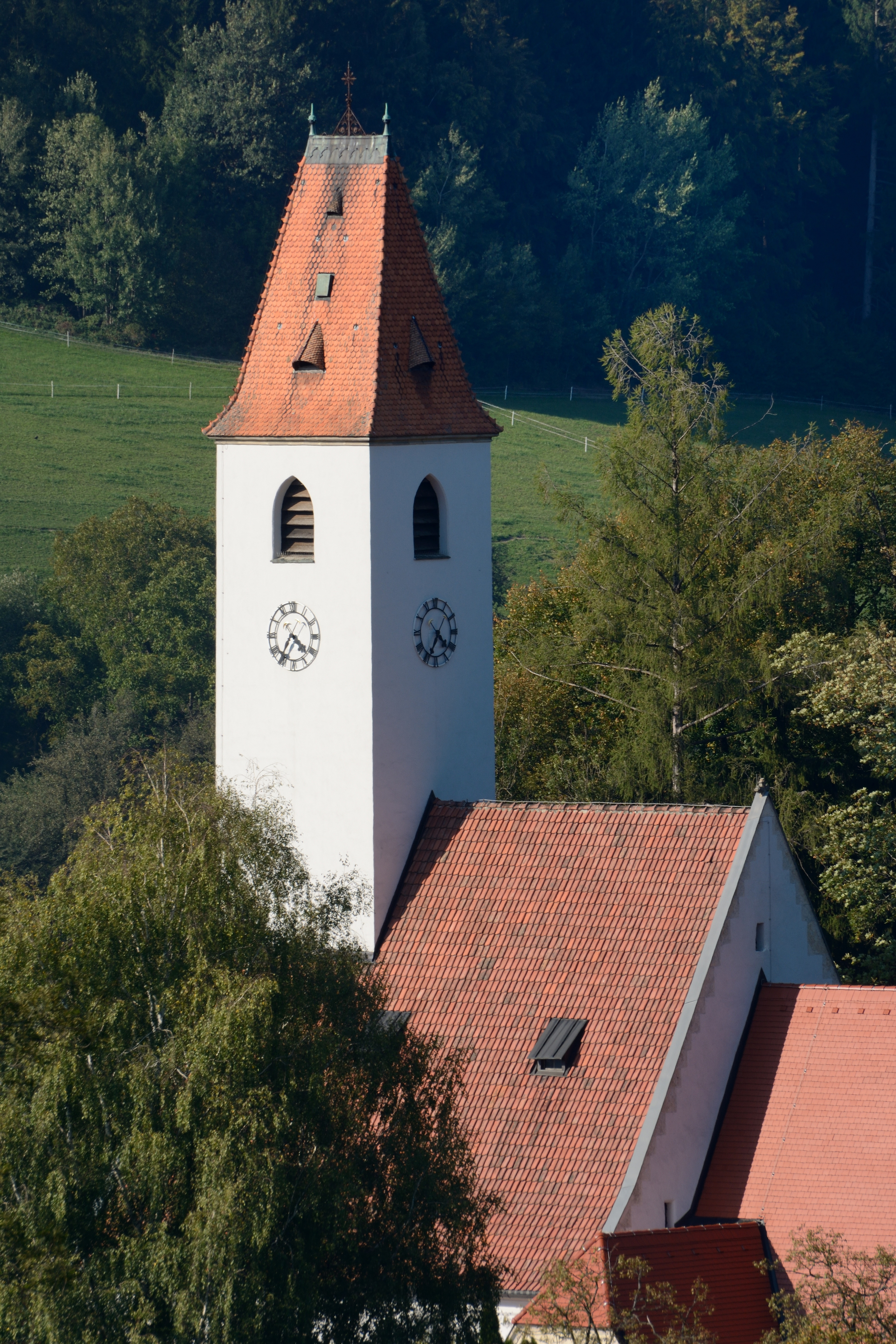
Pfarrkirche Oberaspang

- Schloss Aspang, aus dem 12. Jahrhundert, mit Umbauten im 16. und 19. Jahrhundert[3]
- Katholische Pfarrkirche Oberaspang hl. Florian (um 1503)
- Katholische Pfarrkirche Unteraspang hl. Johannes der Täufer mit dem Karner hl. Magdalena
- spätgotische Kirche in Aspang-Berg (Anfang 16. Jahrhundert)
- Bürgerhäuser (18. Jahrhundert)
- Automobilmuseum: 120 Automobile der Jahre 1888–1972
- Die Blaskapelle Makos gehört seit ihrer Gründung Anfang der 1980er Jahre zu den prominentesten Vertretern und Förderern der böhmisch-mährischen Blasmusik in Österreich. Sie veranstaltete früher jährlich, nun jedes zweite Jahr den Böhmischen Kirtag in Aspang, der Aspang weit über die Grenzen Österreichs hinaus bekannt gemacht hat.

## Wirtschaft und Infrastruktur

### Wirtschaftssektoren
Von den zwölf landwirtschaftlichen Betrieben des Jahres 2010 waren neun Nebenerwerbsbetriebe. Die meisten Betriebe im Produktionssektor gab es in den Bereichen Bau und Herstellung von Waren. Jeweils dreißig Prozent der Beschäftigten im Dienstleistungssektor arbeiteten in den Bereichen Handel und soziale/öffentliche Dienste (Stand 2011).
| Wirtschaftssektor            | Anzahl Betriebe | Anzahl Betriebe | Erwerbstätige | Erwerbstätige |
| Wirtschaftssektor            | 2011            | 2001            | 2011          | 2001          |
| ---------------------------- | --------------- | --------------- | ------------- | ------------- |
| Land- und Forstwirtschaft 1) | 12              | 14              | 14            | 6             |
| Produktion                   | 27              | 28              | 366           | 359           |
| Dienstleistung               | 144             | 109             | 599           | 694           |

| 1) Betriebe mit Fläche in den Jahren 2010 und 1999 In der Marktgemeinde gibt es sowohl Ein- als auch Auspendler. Von den fast 900 Erwerbstätigen der Gemeinde arbeiteten siebzig Prozent außerhalb der Gemeinde. Es kamen jedoch auch über 700 Personen zur Arbeit nach Aspang. | Die zur Anzeige dieser Grafik verwendete Erweiterung wurde dauerhaft deaktiviert. Wir arbeiten aktuell daran, diese und weitere betroffene Grafiken auf ein neues Format umzustellen. (Mehr dazu) |

### Verkehr

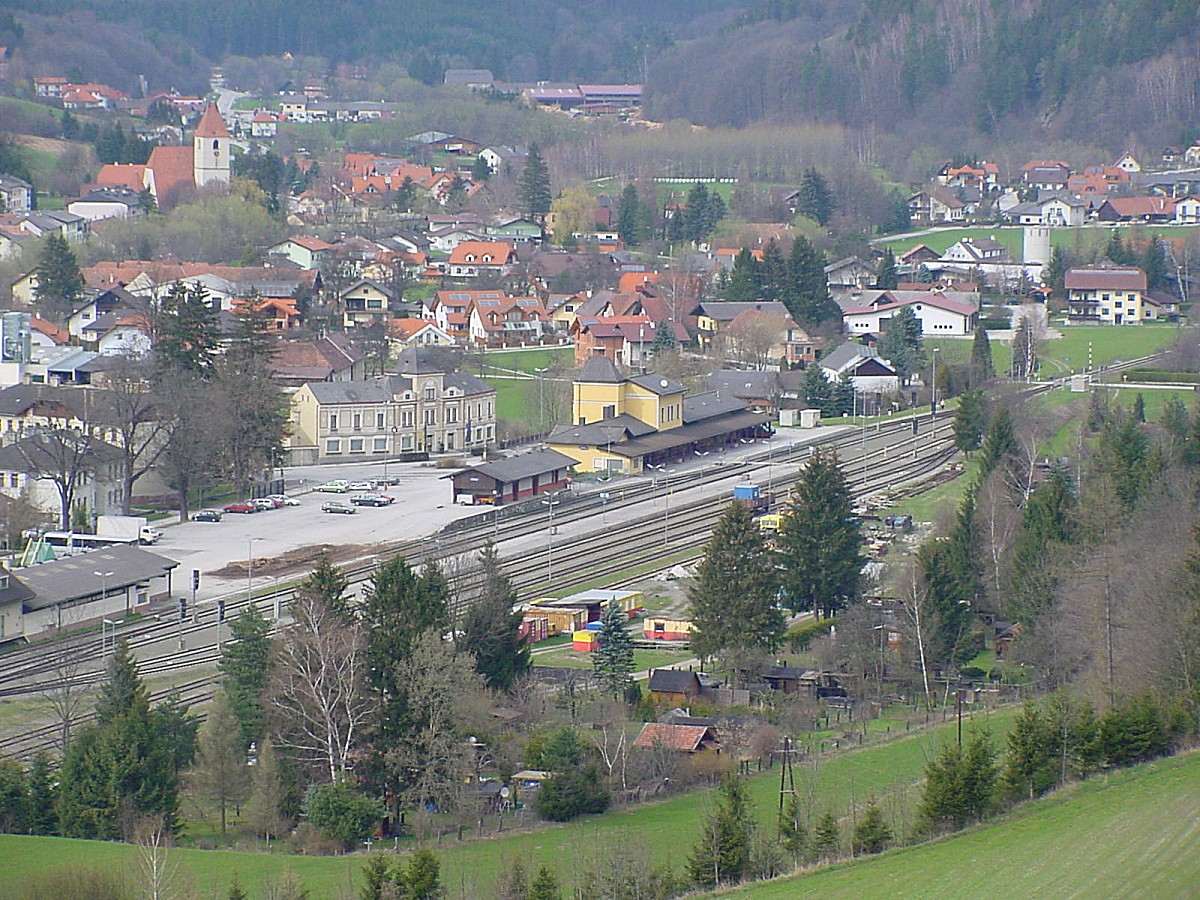
Bahnhof Aspang

Aspang und Umgebung um 1873 (Aufnahmeblatt der Landesaufnahme)

- Bahn: Aspang gibt der nach dem Ort benannten Aspangbahn den Namen. Der Bahnhof liegt im Ortskern und war von 1881 bis zur Eröffnung der Wechselbahn im Jahr 1910 der Endbahnhof.
- Straße: Wichtige Verkehrsadern sind die Südautobahn A 2 und die Wechselbundesstraße B 54, die direkt am Ort vorbeiführen.

### Bildung
In der Gemeinde gibt es zwei Volksschulen und eine Mittelschule.

### Sport
In Aspang gibt es einen Fußballverein (SC Aspang, 1934 gegründet), sowie einen Tennisverein (UTC Aspang), welche beide Fußballplätze bzw. Tennisplätze am Fuße des Rössler-Parks haben.
Für Ski- und Snowboardfahrer gibt es unweit von Aspang mehrere Skigebiete am Fuß des Wechsels:
- Mariensee
- St. Corona
- Mönichkirchen

Weiters gibt es ein Freibad.

## Politik

### Gemeinderat
Der Gemeinderat hat 19 Mitglieder. Nach den Gemeinderatswahlen hatte der Gemeinderat folgende Verteilungen:
- 1990: 13 ÖVP, 7 SPÖ und 1 Liste Laschober
- 1995: 12 ÖVP, 8 SPÖ und 1 Liste Laschober[10]
- 2000: 14 ÖVP und 7 SPÖ[11] (21 Mitglieder)
- 2005: 11 ÖVP und 8 SPÖ[12]
- 2010: 12 ÖVP und 7 SPÖ[13]
- 2015: 15 ÖVP und 4 SPÖ[14]
- 2020: 16 ÖVP und 3 SPÖ.[15]

Nach den Gemeinderatswahlen 2025 hat der Gemeinderat folgende Verteilung:
15 ÖVP, 2 FPÖ und 2 SPÖ.

### Bürgermeister
- bis 2015 Hans Auerböck (ÖVP)
- seit 2015 Doris Faustmann (ÖVP)

## Persönlichkeiten

### Ehrenbürger der Gemeinde
- 2021: Hans Auerböck, Alt-Bürgermeister von Aspang-Markt[17]

### Söhne und Töchter der Gemeinde
- Franz Sterzl (1908–2000), Zehnkämpfer
- Hans Diettrich (1919–1987), Rauchfangkehrermeister, Politiker und Abgeordneter zum Landtag von Niederösterreich
- Günter Ramberger (1942–2009), Univ.-Prof. für Stahlbau an der Technischen Universität Wien
- Hans Müller (* 1943), Politiker (FPÖ)
- Herbert Feurer (* 1954), Fußballtorwart